# Svalsjön, Bohuslän
Svalsjön är en sjö i Stenungsunds kommun i Bohuslän och ingår i Göta älvs huvudavrinningsområde. Sjön har en area på 0,151 kvadratkilometer och ligger 116,3 meter över havet.

## Delavrinningsområde
Svalsjön ingår i det delavrinningsområde (644746-128249) som SMHI kallar för Mynnar i Göta älvs vattendragsyta. Medelhöjden är 103 meter över havet och ytan är 27,12 kvadratkilometer. Det finns inga avrinningsområden uppströms utan avrinningsområdet är högsta punkten. Vattendraget som avvattnar avrinningsområdet har biflödesordning 2, vilket innebär att vattnet flödar genom totalt 2 vattendrag innan det når havet efter 54 kilometer. Avrinningsområdet består mestadels av skog (72 %) och jordbruk (12 %). Avrinningsområdet har 1,63 kvadratkilometer vattenytor vilket ger det en sjöprocent på 6 %.